# Bolboceras trisulcatus
Bolboceras trisulcatus är en skalbaggsart som beskrevs av Johann Christoph Friedrich Klug 1843. Bolboceras trisulcatus ingår i släktet Bolboceras och familjen Bolboceratidae. Inga underarter finns listade.